# Leszno (gmina wiejska)

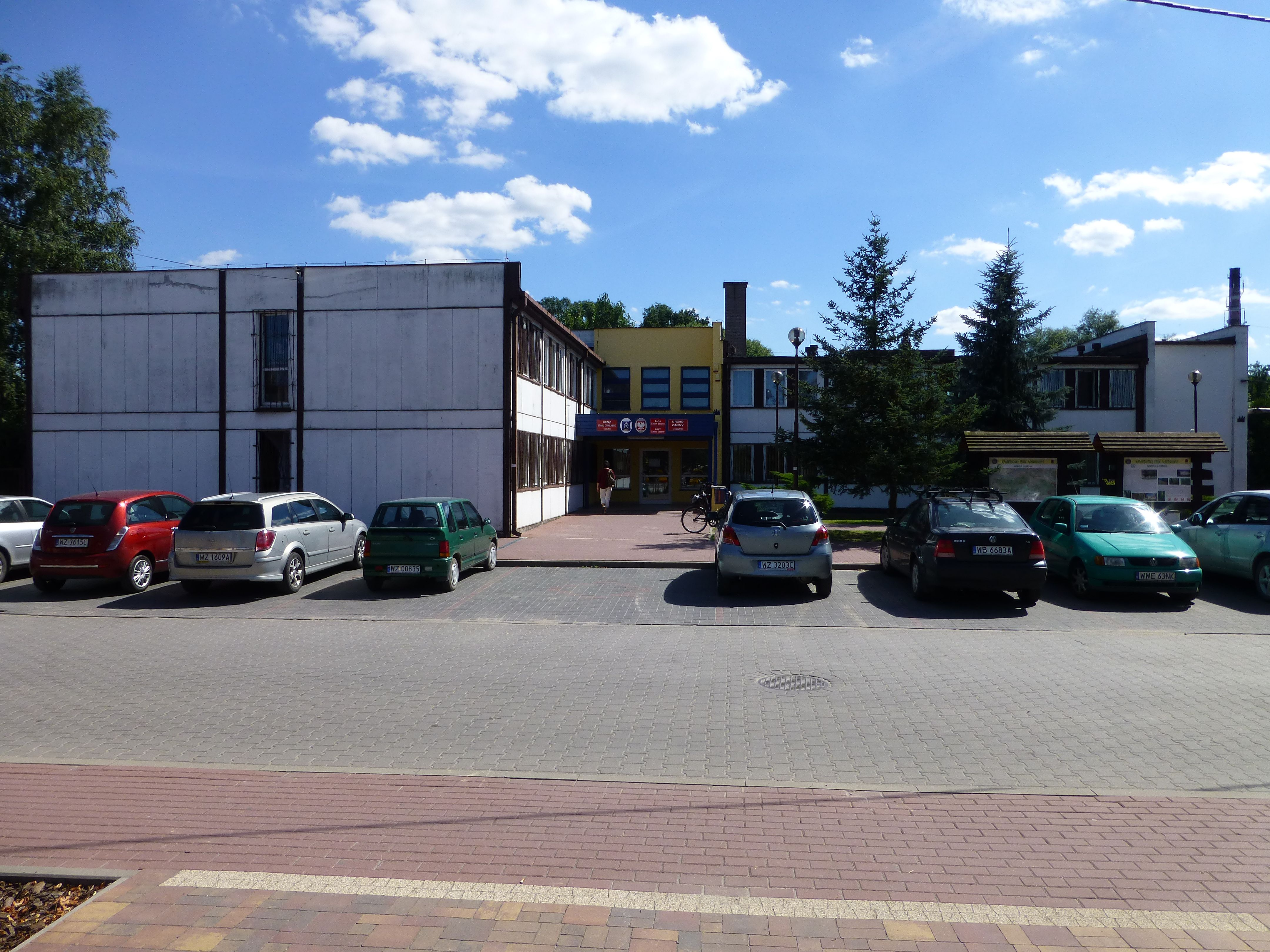
Urząd gminy Leszno

Leszno (do 1954 gmina Zaborów) – gmina wiejska w województwie mazowieckim, w powiecie warszawskim zachodnim. W latach 1975–1998 gmina położona była w województwie warszawskim.
Siedziba gminy to Leszno.

## Struktura powierzchni
Według danych z roku 2023 gmina Leszno ma obszar 125,1 km², co stanowi 23,4% powierzchni powiatu.

## Demografia

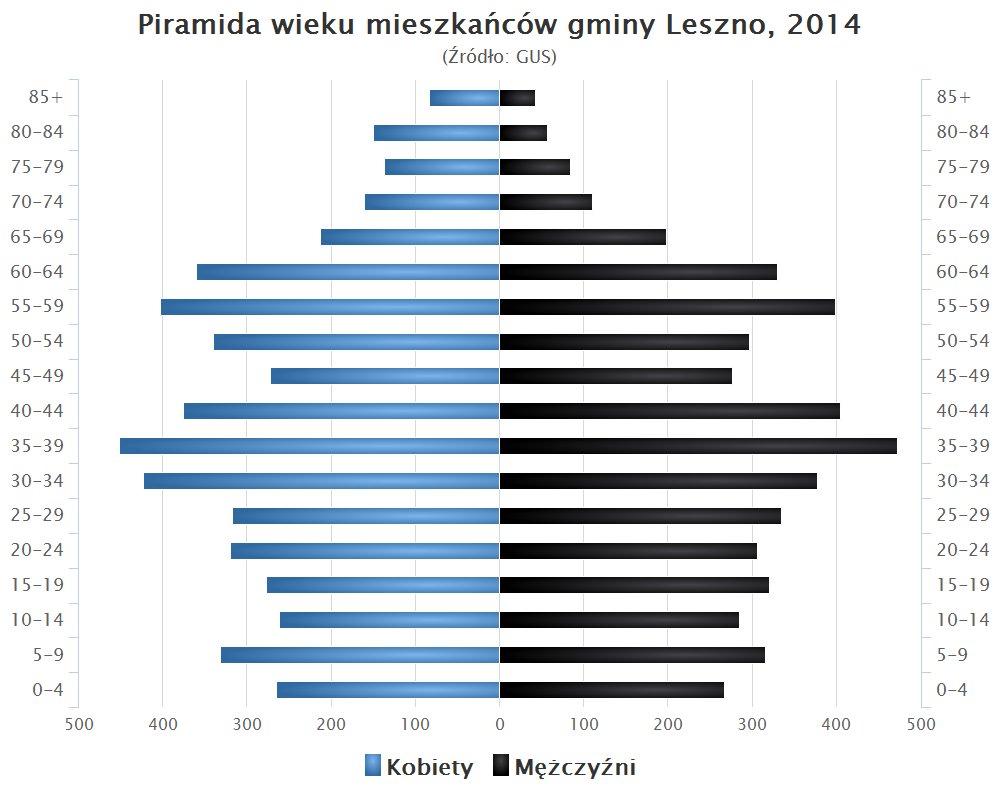
Piramida wieku mieszkańców gminy Leszno w 2014 roku

Dane z roku 2023:
| Opis                              | Ogółem | Ogółem | Kobiety | Kobiety | Mężczyźni | Mężczyźni |
| --------------------------------- | ------ | ------ | ------- | ------- | --------- | --------- |
| jednostka                         | osób   | %      | osób    | %       | osób      | %         |
| populacja                         | 11003  | 100    | 5654    | 51,4    | 5349      | 48,6      |
| gęstość zaludnienia (mieszk./km²) | 88     | 88     | 45,2    | 45,2    | 42,8      | 42,8      |

## Komunikacja
W Lesznie znajduje się pętla autobusowa linii 719. Przez Gminę przejeżdża również linia 729, która ma 2 przystanki (tylko w kierunku os. Górczewska) w miejscowości Wyględy (należącej do Gminy Leszno). Obie linie są obsługiwane przez stołeczny ZTM.

## Miejscowości

Miejscowości gminy Leszno

### Sołectwa
Czarnów, Feliksów, Gawartowa Wola, Grądy (Grądy, Grądki), Kępiaste, Korfowe, Leszno Południe, Leszno Północ, Leszno Wschód, Łubiec (Łubiec, Grabina), Marianów, Powązki (Powązki, Szymanówek), Roztoka, Szadkówek (Szadkówek, Towarzystwo Czarnów), Trzciniec (Trzciniec, Stelmachowo), Walentów (Walentów, Podrochale, Rochale), Wąsy-Kolonia, Wąsy-Wieś, Wiktorów, Wilkowa Wieś, Wilków (Wilków, Plewniak), Wólka (Wólka, Ławy), Wyględy, Zaborów, Zaborówek.

### Pozostałe miejscowości
Karpinek, Julinek, Rózin.

## Sąsiednie gminy
Błonie, Czosnów, Izabelin, Kampinos, Leoncin, Ożarów Mazowiecki, Stare Babice, Teresin.